# Freie Wähler
Freie Wähler, abreujat sovint com a FW (en català, Electors Lliures) és una associació de votants alemanya que es presenta a eleccions municipals, estatals, federals i europees, però no té l'estatus de partit polític.
El partit se situa en el centre o el centre-dreta de l'espectre polític, amb una ideologia localista i liberal-conservadora.